# 2016 a sakkban
A 2016-os év nemzetközi és magyar sakkeseményei.

## Versenyeredmények
Az év legjelentősebb sakkversenyeinek eredményei:
| Verseny                                          | Dátum              | Résztv. száma | Győztes                        | Második                                                          | Harmadik                                                                                          | Megj.       |
| ------------------------------------------------ | ------------------ | ------------- | ------------------------------ | ---------------------------------------------------------------- | ------------------------------------------------------------------------------------------------- | ----------- |
| 2016 Tata Steel sakktorna                        | jan. 16–31.        | 14            | Magnus Carlsen                 | Fabiano Caruana                                                  | Ting Li-zsen                                                                                      | [ 1 ]       |
| 2016 Tradewise Gibraltar Chess Festival          | jan. 26–febr. 4.   | 257           | Nakamura Hikaru                | Maxime Vachier-Lagrave                                           | Etienne Bacrot                                                                                    | [ 2 ] [ 3 ] |
| FIDE Women's Grand Prix 2015–16 Teherán          | febr. 11–23.       | 12            | Csü Ven-csün                   | Sarasadat Khademalsharieh Csao Hszüe                             |                                                                                                   | [ 4 ]       |
| 2016 Zurich Chess Challenge                      | febr. 12–15.       | 6             | Nakamura Hikaru                | Visuvanádan Ánand                                                | Vlagyimir Kramnyik                                                                                | [ 5 ]       |
| 2016-os női sakkvilágbajnokság                   | márc. 1–14.        | 2             | Hou Ji-fan                     | Marija Muzicsuk                                                  | −                                                                                                 | [ 6 ]       |
| Világbajnokjelöltek versenye                     | márc. 11–30.       | 8             | Szergej Karjakin               | Fabiano Caruana                                                  | Visuvanádan Ánand                                                                                 | [ 7 ]       |
| Altibox Norway Chess 2016                        | ápr. 18-30.        | 10            | Magnus Carlsen                 | Levon Aronján                                                    | Maxime Vachier-Lagrave Veszelin Topalov Vlagyimir Kramnyik                                        | [ 8 ]       |
| FIDE Women's Grand Prix 2015–16 Batumi           | ápr. 19–máj. 2.    | 12            | Valentyina Gunyina             | Aleszandra Kosztyenyuk                                           | Nino Baciasvili Anna Muzicsuk                                                                     | [ 9 ]       |
| Gasimov-emlékverseny 2016                        | máj. 26.–jún. 4.   | 10            | Sahrijar Mamedjarov            | Fabiano Caruana                                                  | Anish Giri                                                                                        | [ 10 ]      |
| Paris Grand Chess Tour                           | jún. 9–12.         | 10            | Nakamura Hikaru                | Magnus Carlsen                                                   | Maxime Vachier-Lagrave                                                                            | [ 11 ]      |
| Leuven Grand Chess Tour                          | jún. 17–20.        | 10            | Magnus Carlsen                 | Wesley So                                                        | Levon Aronján                                                                                     | [ 12 ]      |
| FIDE Women's Grand Prix 2015–16 Csengtu          | júl. 1–15.         | 12            | Drónavalli Hárika Kónéru Hanpi |                                                                  | Csü Ven-csün Antoaneta Sztefanova Anna Muzicsuk                                                   | [ 13 ]      |
| 2016-os Dortmundi Sparkassen-sakkverseny         | júl. 9–17.         | 8             | Maxime Vachier-Lagrave         | Vlagyimir Kramnyik Fabiano Caruana Leinier Dominguez Perez       |                                                                                                   | [ 14 ]      |
| 2016 Sinquefield Kupa                            | aug. 5–16.         | 10            | Wesley So                      | Fabiano Caruana Levon Aronján Visuvanádan Ánand Veszelin Topalov |                                                                                                   | [ 15 ]      |
| 2016-os Mihail Tal-emlékverseny                  | szept. 26.–okt. 6. | 10            | Jan Nyepomnyascsij             | Anish Giri                                                       | Levon Aronján Visuvanádan Ánand                                                                   | [ 16 ]      |
| 2016-os sakkvilágbajnokság                       | nov. 11–30.        | 2             | Magnus Carlsen                 | Szergej Karjakin                                                 | −                                                                                                 | [ 17 ]      |
| FIDE Women's Grand Prix 2015–16 Hanti-Manszijszk | nov. 19–dec. 1.    | 12            | Csü Ven-csün                   | Nino Baciasvili                                                  | Valentyina Gunyina Sarasadat Khademalsharieh Drónavalli Hérika Olga Girja Alekszandra Kosztyenyuk | [ 18 ]      |
| 2016-os rapidsakk világbajnokság                 | dec. 26–28         | 106           | Vaszil Ivancsuk                | Alekszandr Griscsuk                                              | Magnus Carlsen                                                                                    | [ 19 ]      |
| 2016-os női rapidsakk világbajnokság             | dec. 26–28         | 34            | Anna Muzicsuk                  | Alekszandra Kosztyenyuk                                          | Nana Dzagnidze                                                                                    | [ 19 ]      |
| 2016-os villámsakk világbajnokság                | dec. 29–30.        | 107           | Szergej Karjakin               | Magnus Carlsen                                                   | Danyiil Dubov                                                                                     | [ 20 ]      |
| 2016-os női villámsakk világbajnokság            | dec. 29–30.        | 34            | Anna Muzicsuk                  | Valentyina Gunyina                                               | Jekatyerina Lagno                                                                                 | [ 20 ]      |

## Csapatversenyek
| Verseny                           | dátum        | Résztv. csapat | Győztes                   | Második       | Harmadik    | Megj. |
| --------------------------------- | ------------ | -------------- | ------------------------- | ------------- | ----------- | ----- |
| 2016-os sakkolimpia nyílt verseny | szept. 1–14. | 182 csapat     | Amerikai Egyesült Államok | Ukrajna       | Oroszország |       |
| 2016-os sakkolimpia női verseny   | szept. 1–14. | 141 csapat     | Kína                      | Lengyelország | Ukrajna     |       |

## Aktuális világbajnokok
- Nyílt: Magnus Carlsen  Norvégia (2013 óta)
- Női: Hou Ji-fan  Kína (2016)

## Európa-bajnokok
- Nyílt: Ernyeszto Inarkijev  Oroszország
- Női: Anna Usenyina  Ukrajna

## A világranglista
A nyílt világranglista első 20 helyezettje 2016. decemberben
| H.  | Versenyző              | Élő-p. |
| --- | ---------------------- | ------ |
| 1   | Magnus Carlsen         | 2840   |
| 2   | Fabiano Caruana        | 2823   |
| 3   | Vlagyimir Kramnyik     | 2809   |
| 4   | Maxime Vachier-Lagrave | 2804   |
| 5   | Wesley So              | 2794   |
| 6−7 | Szergej Karjakin       | 2785   |
| 6−7 | Levon Aronján          | 2785   |
| 8−9 | Visuvanádan Ánand      | 2779   |
| 8−9 | Nakamura Hikaru        | 2779   |
| 10  | Anish Giri             | 2771   |
| 11  | Pendjála Harikrisna    | 2770   |
| 12  | Sahrijar Mamedjarov    | 2768   |
| 13  | Jan Nyepomnyascsij     | 2767   |
| 14  | Pavel Eljanov          | 2762   |
| 15  | Veszelin Topalov       | 2760   |
| 16  | Ting Li-zsen           | 2757   |
| 17  | Peter Szvidler         | 2753   |
| 18  | Radosław Wojtaszek     | 2749   |
| 19  | Michael Adams          | 2748   |
| 20  | Vaszil Ivancsuk        | 2747   |

A női világranglista első 20 helyezettje 2016. decemberben
| H. | Versenyző               | Élő-p. |
| -- | ----------------------- | ------ |
| 1  | Hou Ji-fan              | 2651   |
| 2  | Csü Ven-csün            | 2579   |
| 3  | Anna Muzicsuk           | 2558   |
| 4  | Kónéru Hanpi            | 2557   |
| 5  | Alekszandra Kosztyenyuk | 2555   |
| 6  | Marija Muzicsuk         | 2546   |
| 7  | Drónavalli Hárika       | 2543   |
| 8  | Viktorija Čmilytė       | 2538   |
| 9  | Jekatyerina Lagno       | 2530   |
| 10 | Valentyina Gunyina      | 2525   |
| 11 | Nana Dzagnidze          | 2520   |
| 12 | Antoaneta Sztefanova    | 2512   |
| 13 | Csao Hszüe              | 2504   |
| 14 | Natalja Pogonyina       | 2497   |
| 15 | Tan Csung-ji            | 2496   |
| 16 | Marie Sebag             | 2488   |
| 17 | Nagyezsda Koszinceva    | 2483   |
| 18 | Nino Baciasvili         | 2482   |
| 19 | Sen Jang                | 2479   |
| 20 | Hoang Thanh Trang       | 2474   |

## Nemzeti bajnokok
A jelentősebb sakknemzetek nemzeti bajnokai 2016-ban:
| Ország                    | Nyílt                | Női                     | Megj.         |
| ------------------------- | -------------------- | ----------------------- | ------------- |
| Amerikai Egyesült Államok | Fabiano Caruana      | Nazí Paikidze           | [ 21 ] [ 22 ] |
| Franciaország             | Matthieu Cornette    | Sophie Milliet          | [ 23 ]        |
| Hollandia                 | Jorden van Foreest   | Anne Haast              | [ 24 ]        |
| Kína                      | Vej Ji               | Kuo Csi                 | [ 25 ]        |
| Magyarország              | Berkes Ferenc        | Gara Anita              | [ 26 ] [ 27 ] |
| Nagy-Britannia            | Michael Adams        | Jovanka Houska          | [ 28 ]        |
| Oroszország               | Alekszandr Rjazancev | Alekszandra Kosztyenyuk | [ 29 ] [ 30 ] |
| Ukrajna                   | Mihajlo Olekszienko  | Liza Malahova           | [ 31 ] [ 32 ] |

## A magyar csapatbajnokság
A 2016. évi magyar csapatbajnokság végeredménye:
- 1. Aquaprofit-Nagykanizsai TSK 80,5 pont
- 2. Atomerőmű SE Paks  69
- 3. HVSE – Infraplan  58,5
- 4. Budapesti Titánok 53,5
- 5. Zalaegerszegi Csuti-Hydrocomp SK 51
- 6. Pénzügyőr SE 49,5
- 7. ASS-Makói SVSE 47,5
- 8. Aquarena Kőbánya SC 45,5
- 9. Dunaharaszti MTK  44,5
- 10. HÜSI SC 40,5

## Lásd még
- Sakkozók Élő-pontszáma 2016-ban
- Sakkozók örökranglistája